# Понс (граф Триполі)
Понс I (*Pons I бл. 1098 — 25 березня 1137) — граф Триполі у 1112—1137 роках.

## Життєпис
Походив з династії Раймундидів (Тулузький дім). Син Бертрана I, графа Тулузи і Триполі, та Елен Бургундської. Народився близько 1098 року. У 1109 році супроводжував свого батька з Тулузи до Триполі. Відомо, що у 1110 або 1111 році Понс став одним з підписантів статуту Бертрана I. У 1112 році після смерті батька стає графом Триполі. З огляду на його неповноліття значний вплив отримали Танкред і Альберт, єпископ Триполі. Останній не бажав повертати гроші візантійцям, які зобов'язався. Лише під тиском Візантії зробив це. Зрештою регентом став Танкред, який надав Понсу міста Тортосу, Сафіту, Крак де Шевальє, Мараклею. Втім вже у грудні 1112 року Танкред помер.
Після смерті Танкреда за посередництва Бодуена I, короля Єрусалиму, Понс одружився з удовою Танкреда — Цецилією  Французькою, приєднавши до графства її вдовину частину — Шастель Руж (Ругію) і Арсекан. 1113 році разом з Рожером Салернським, регентом Антіохії, виступив на допомогу королю Єрусалиму проти Мавдуда ібн Алтунташа, атабека Мосула. Втім не встиг — хрестоносці зазнали поразки у битві при Тиберії. У 1115 році Понс виступив на допомогу Рожеру Салернському, оскільки володіння Антіохійського князівства атакував Бурсук, емір Гамадана. Під час його відсутності Тогтекін, емір Дамаску, захопив фортецю Рафанію, що належала Понсу. У 1119 році внаслідок нової загрози для Антіохії — тепер з боку Ільгазі Артукида, атабека Мардина. Тепер Понс спільно з Бодуеном I рушив на допомогу Рожеру Салернському, але той не дочекався, атакувавши мусульман. Зрештою антійохійські війська зазнали поразки. Втім Понс спільно з єрусалимським королем зумів відвернути загрозу від Антіохії.
У 1122 році Понс відмовився визнавати зверхність короля Єрусалиму. Натомість Балдуін I рушив проти Триполі. Але зрештою васали обох володарів зуміли домогтися між ними укладання миру. 1124 році приєднався до інших хрестоносців, що взяли в облогу Тір під час Венеційського хрестового походу. Під час облоги Понс завадив Тогтекіну, еміру Дамаску, надати допомогу обложеному Тиру. Після захоплення Тиру, знову виступив на допомогу Антіохії. 1125 року війська графа Триполі завдали поразки Бурсуку, атабеку Мардина, відвоювавши фортецю Кафартаб. Того ж року спільно з королем Єрусалиму, графством Едесса і князівством Антіохії завдав поразки Бурсуку в битві при Аазазі. У 1126 році відвоював фортецю Рафанію. У листопаді 1129 року здійснив похід проти Дамаску, але не досяг значних успіхів.
1132 року спільно з Жосленом II, графом Едесси, виступив на допомогу Аліси для встановленню влади над Антіохійським князівством. При цьому вони намагалися протидіяти амбіціям Фулька Анжуйського. Втім останній завдав поразки Понсу у битві при Шастель Руж. З огляду на фінансову скруту відмовився від області Велай на користь єпископа Ла Пуї. 1133 році в битві при Рафанії зазнав нищівної поразки від Імад ад-Діна Зенгі, атабека Мосула. Лише допомога єрусалимського короля допомого врятувати Триполі. 1137 року в битві біля Мон Пелеріна зазнав нищівної поразки від військ Базвая, очільника дамаскських мамлюків. Невдовзі графа Триполі було схоплено якобитами й передано мусульманам, що стратили Понса. Новим графом Триполі став його син Раймунд II.

## Родина
Дружина — Цецилія Капет, донька Філіппа I, короля Франції.
Діти:
- Раймунд (1116—1150), граф Триполі
- Філіпп
- Агнеса, дружина Райнальда II Масоі